# Antoine de Vinck
 (juillet 2023).
Pour les articles homonymes, voir Vinck.
Antoine de Vinck, né le 16 avril 1924 à Kortenaken (Belgique) et mort le 13 mai 1992 à Auxerre (France), est un céramiste et sculpteur belge.

## Biographie
Après des études de philosophie et de théologie, Antoine de Vinck entame une activité artistique à partir de 1948 (dessin, illustration de livres, travail du bois). Grâce à la lecture du Potter's book de Bernard Leach, il s'initie à la céramique avec son ami Guy de Sauvage et, ensemble, ils construisent un four à bois.
En 1951 et 1952, il suit les cours de l'École nationale supérieure d'architecture et des arts décoratifs (La Cambre) à Bruxelles et prend part, notamment, aux ateliers de Pierre Caille et d'Oscar Jespers. Il voyage ensuite en France, va à la rencontre des potiers Jean et Jacqueline Lerat à La Borne, Norbert et Jeannette Pierlot à Ratilly, Daniel de Montmollin à Taizé.
En 1954, il installe son atelier à Kraainem, près de Bruxelles et y construit son deuxième four à bois. Il rencontre Bernard Leach, à la suite de quoi il entreprend de traduire son livre en français. Dans le cadre de l'Exposition universelle de 1958 à Bruxelles, il élabore un vaste mural céramique pour le pavillon du Syndicat Congo Mines. C'est l'occasion d'une collaboration étroite avec son ami sculpteur Jean-Paul Emonds-Alt.
De 1960 à 1975, parallèlement à son activité de céramiste sculpteur, il s'occupe de design industriel en lien avec le World Craft Council (WCC), concevant notamment des jouets en bois. Il applique sa conception du design à une partie de sa production céramique : vaisselle, vases, éviers, cendriers, etc. Sa sculpture L'Arbre reçoit en 1970 l'un des prix du Concours international de céramique de Faenza.
En 1984, Antoine de Vinck s'installe dans la commune de Treigny (Yonne). Il participe aux activités et expositions de l'APCP (Associations des potiers créateurs de Puisaye).

## Œuvre

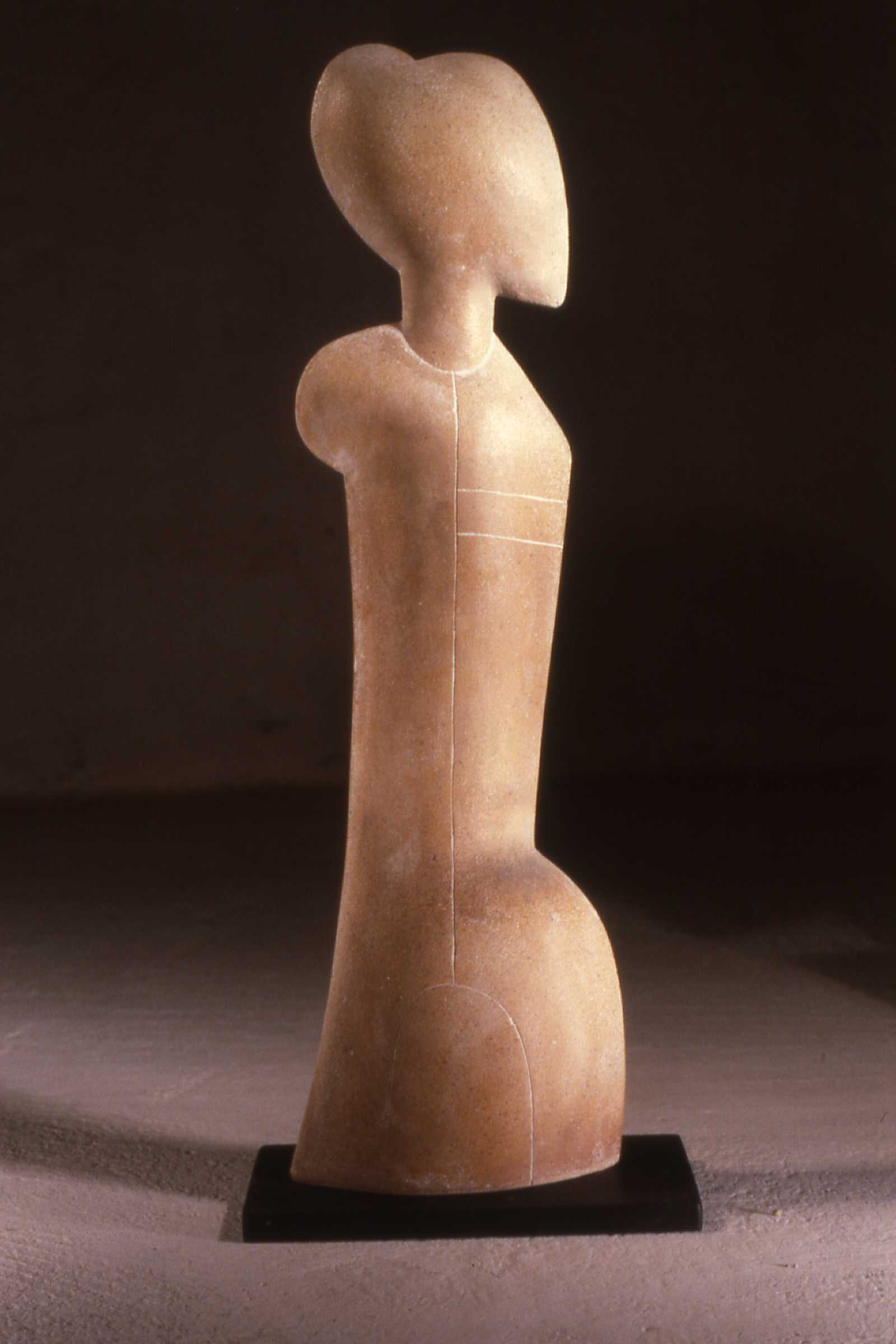
Antoine de Vinck, Atlante (1987), grès, œuvre non localisée.

Antoine de Vinck est considéré comme l'un des maîtres du renouveau de l'art céramique européen de l'après-guerre. Son œuvre englobe aussi bien des pièces de poteries proprement dites (services de tables, vases, plats, bols, etc.) que des sculptures.
Il fut le promoteur d'une exigence de qualité et de rigueur dans le travail du potier. Il appliqua ces principes à sa propre production, qu'il concevait dans un esprit de designer.

« L'objet doit rendre au mieux le service qu'on lui demande. Il doit le faire en satisfaisant la sensibilité physique de l'utilisateur et exprimer clairement sa fonction de premier abord. »

Pour son œuvre sculpturale, il a développé une technique de travail par plaques d'argile assemblées, comme les couturiers assemblent des pièces de tissus. Il utilisait également des moules à l'intérieur desquels il appliquait la terre de façon à créer des motifs et des textures. Il a employé ce procédé pour les Stèles et Bétyles. La plus grande partie de ses pièces ont été réalisées en grès, mais il a également pratiqué la porcelaine et le raku.
Grand dessinateur, Antoine de Vinck soignait la phase de conception, faite de nombreux croquis soumis à plusieurs sélections successives.
Son inspiration s'enracine dans les civilisations anciennes d'Afrique, d'Amérique du Sud, d'Asie et d'Europe (Celtes)[réf. souhaitée]. Son œuvre dénote une constante attention au sacré, au-delà de tout cadre religieux. Cette polarité se retrouve dans les appellations de séries de sculptures : les Idoles (apparues à la fin des années 1970), Atlantes, Cippes, Trophées, Miroirs d'âmes…
- Bétyle[4], au Musée d'art contemporain en plein air du Sart Tilman
- Stèle[5], au Musée d'art contemporain en plein air du Sart Tilman

## Collections publiques
Un grand nombre d'œuvres ont été acquises par l'État belge, par des musées (musée royal de Mariemont à Morlanwelz, musée du Cinquantenaire à Bruxelles, Musée d'art contemporain en plein air du Sart Tilman à Liège, musée Erasme à Louvain-la-Neuve, Centre Keramis à La Louvière, musée communal des beaux-arts et de la céramique à Verviers, Cité de la céramique à Sèvres, musée des beaux-arts de Lyon, musées de Sarreguemines (Donation France et Wolfgang Kermer), musée du grès à Saint-Amand-en-Puisaye, musée international de la céramique de Faenza, Museum für Gestaltung à Zurich) et par des collectionneurs (notamment le designer belge Emiel Veranneman)[Qui ?].

## Expositions
- Expositions individuelles dès 1951 à Bruxelles et dans d'autres villes belges, ainsi qu'à Lyon, Hanovre, Paris, Munich.
- Une importante rétrospective lui est consacrée au musée royal de Mariemont (Belgique) en 1986.
- Expositions posthumes : Centre culturel de l'Yonne, Avallon (Yonne, France) en 1993. Musée du Grès, Saint-Amand-en-Puisaye (Nièvre, France) en 2007. Centre Keramis, La Louvière, Belgique, en 2016.

Antoine de Vinck a participé à de nombreuses expositions collectives dans la plupart des pays d'Europe, mais aussi en Afrique du Sud, au Canada et au Japon.